# Marsden Hartley
Marsden Hartley (Lewiston (Maine), 4 de enero de 1877 - Ellsworth (Maine), 2 de septiembre de 1943) fue un pintor y escritor estadounidense.

## Biografía

### Primeros años

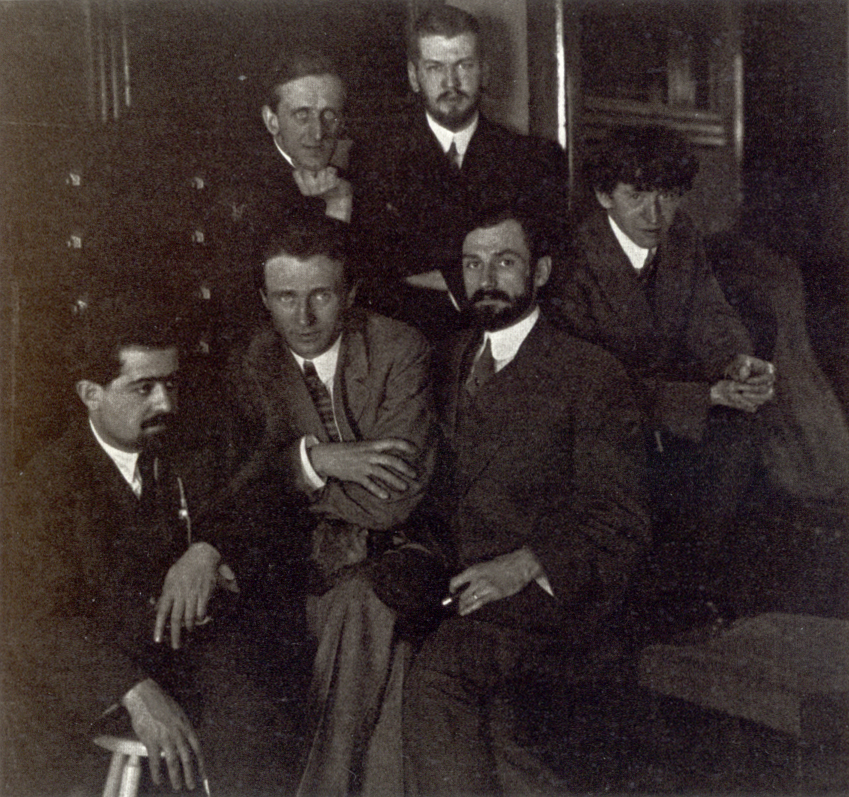
Marsden Hartley junto a otros artistas de la Escuela Moderna (c. 1911). De izquierda a derecha: Jo Davidson, Edward Steichen, Arthur Beecher Carles y John Marin. Arriba: Hartley y Laurence Fellows.

Hartley nació en Lewiston (Maine) Inició su entrenamiento artístico en el Cleveland Institute of Art, luego de mudarse a Cleveland (Ohio) en 1892. A los 22 años, se mudó a Nueva York, en donde estudió en la National Academy of Design. También estudió pintura en la Liga de estudiantes de arte de Nueva York bajo la tutela de William Merritt Chase. Siendo un gran admirador de Albert Pinkham Ryder, Hartley visitaba constantemente el estudio del artista en Greenwich Village.
Mientras vivía en Nueva York, conoció a Alfred Stieglitz y se asoció con el grupo 291 Gallery. Hartley tuvo su primera exhibición importante en la 291 Gallery en 1909. Hartley formaba parte de la vanguardia cultural junto a artistas como Gertrude Stein, Hart Crane, Charles Demuth, Georgia O'Keeffe, Fernand Léger, Ezra Pound y Arnold Ronnebeck.
Hartley, quien era homosexual, pintó Portrait of a German Officer en 1914. La pintura era una oda a Karl von Freyburg, un teniente prusiano de quien Hartley se había enamorado. Von Freydurg murió durante la Primera Guerra Mundial.

### Viajes
Hartley viajó extensivamente a través de los Estados Unidos y Europa a principios del siglo XX. Durante la mayor parte de su vida, fue un pintor nómada. Pintó desde Maine, Massachusetts, Nuevo México, California, Nueva York y en Europa Occidental. Luego de pasar muchos años lejos de su estado natal, Hartley regresó a Maine cerca del final de su vida, ya que deseaba retratar la vida estadounidense a un nivel local. De esta manera, pasó a formar parte de los regionalistas.

### Carrera literaria
Además de ser uno de los pintores estadounidenses más reconocidos de la primera mitad del siglo XX, Hartley también escribió poemas, ensayos y cuentos. Una de sus obras más conocidas es Cleophas and His Own: A North Atlantic Tragedy, una historia basada en los dos periodos que pasó en 1935 y 1936 con la familia Mason en el condado de Lunenburg (Nueva Escocia).

## Galería

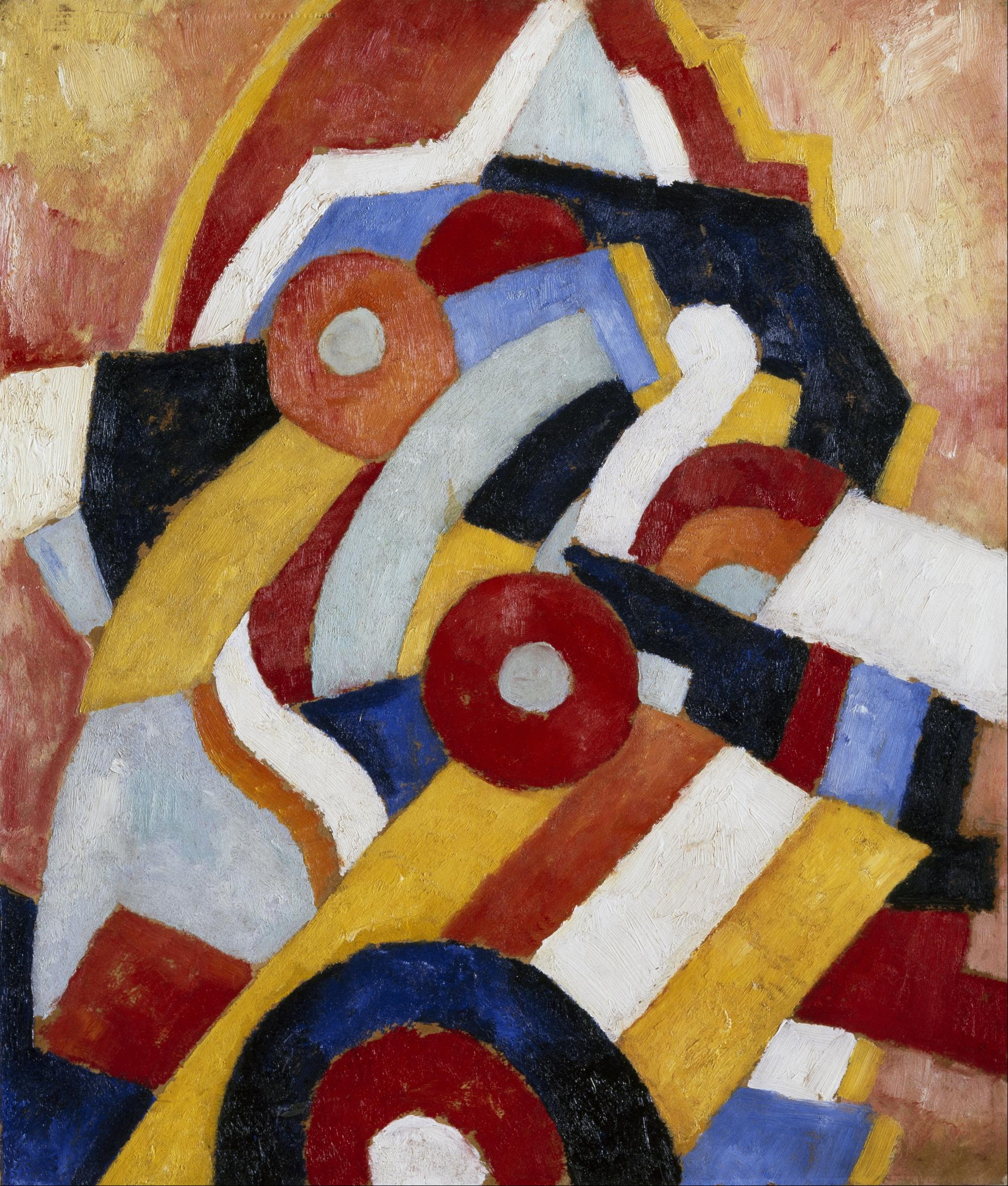
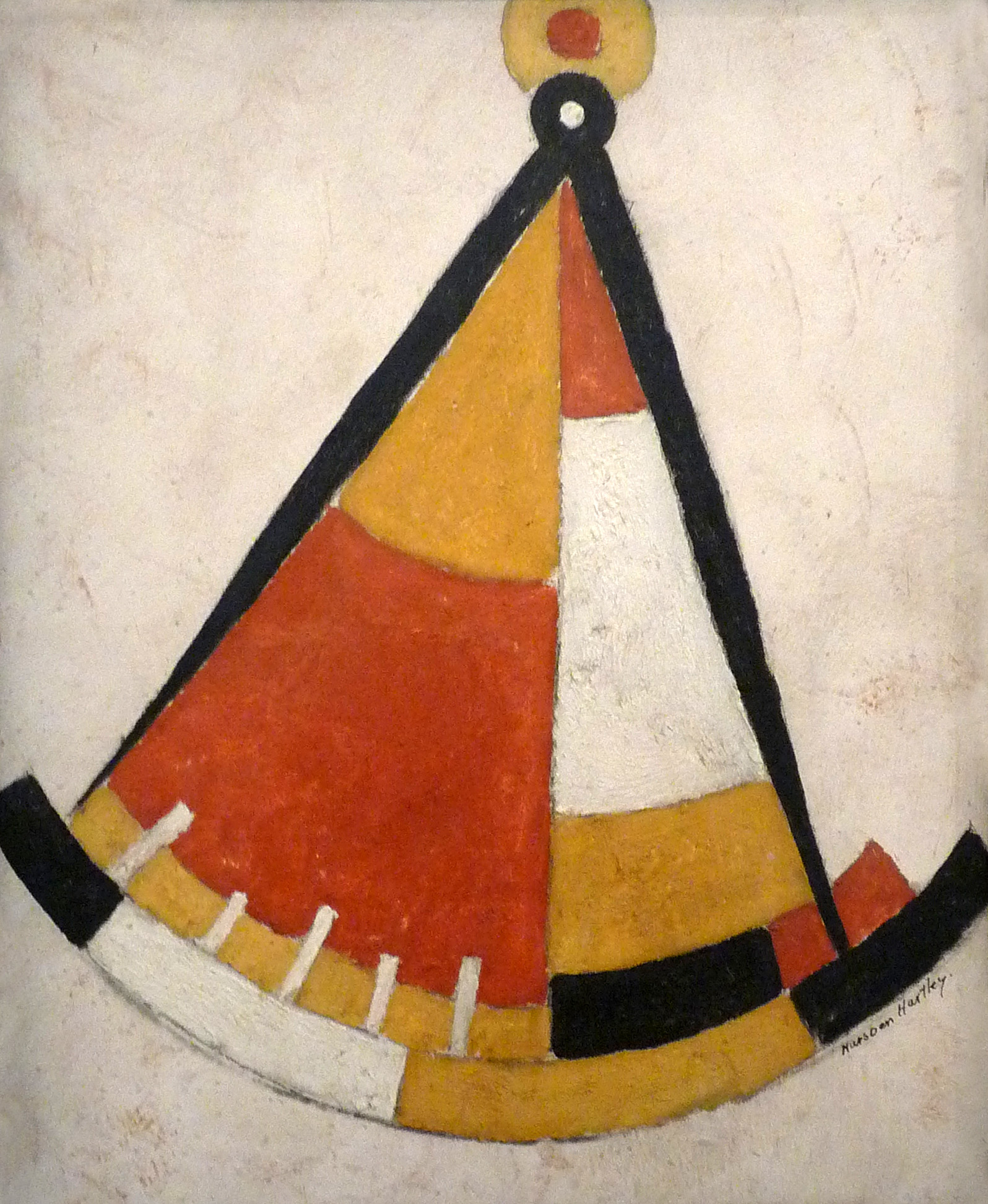
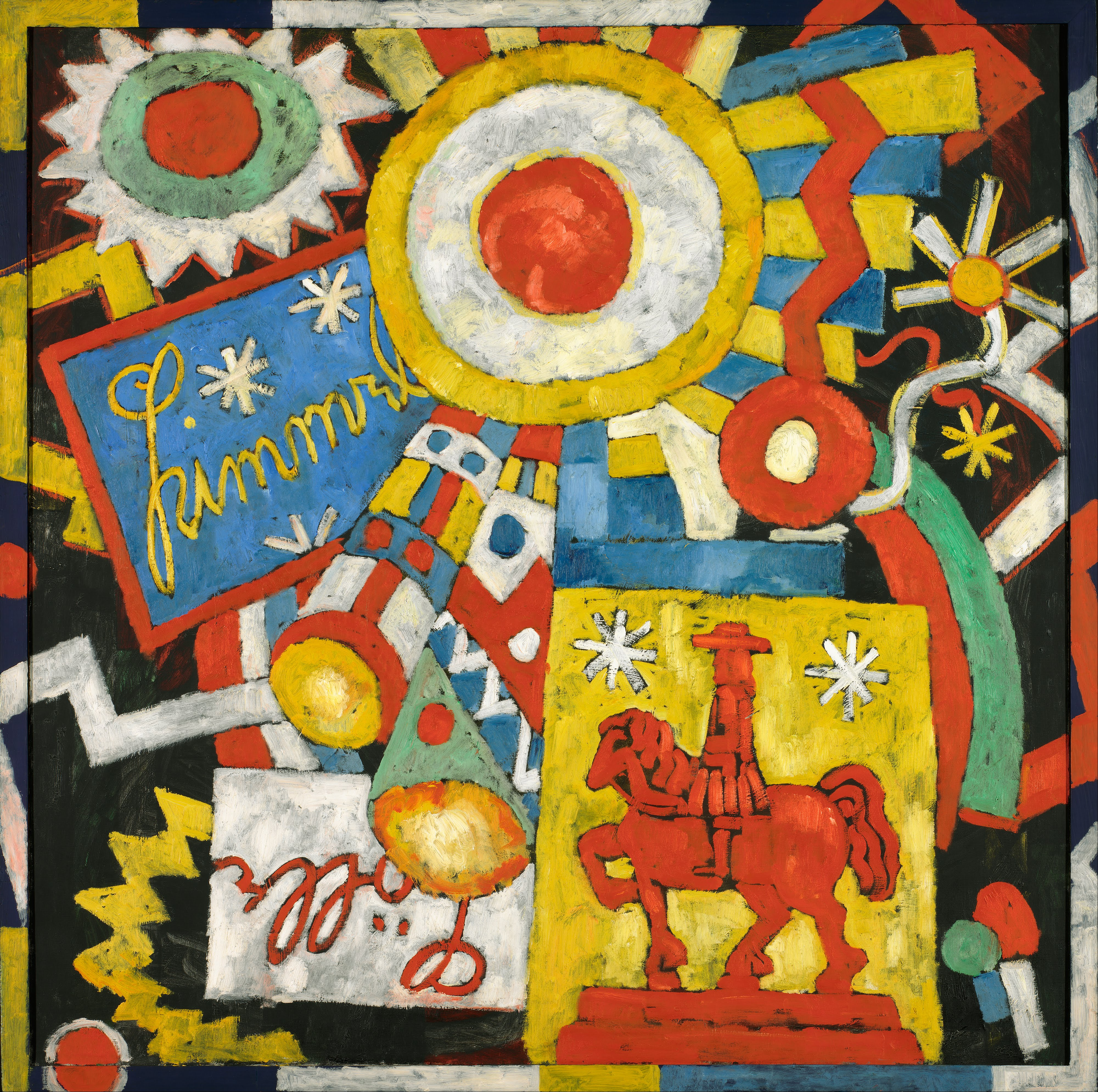
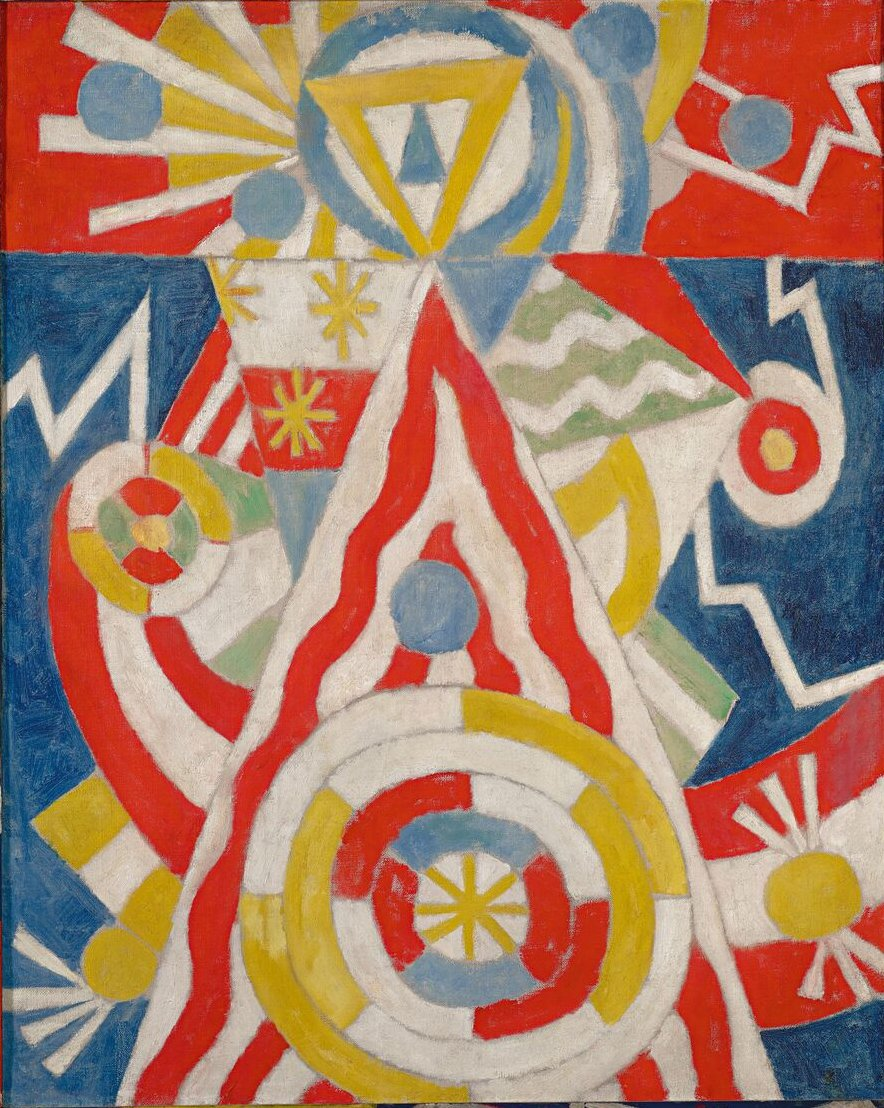
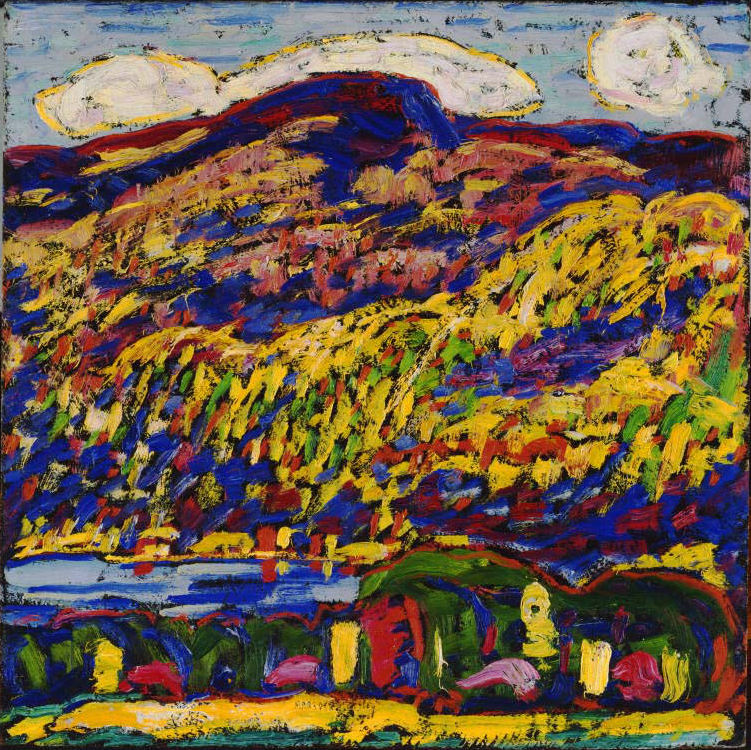
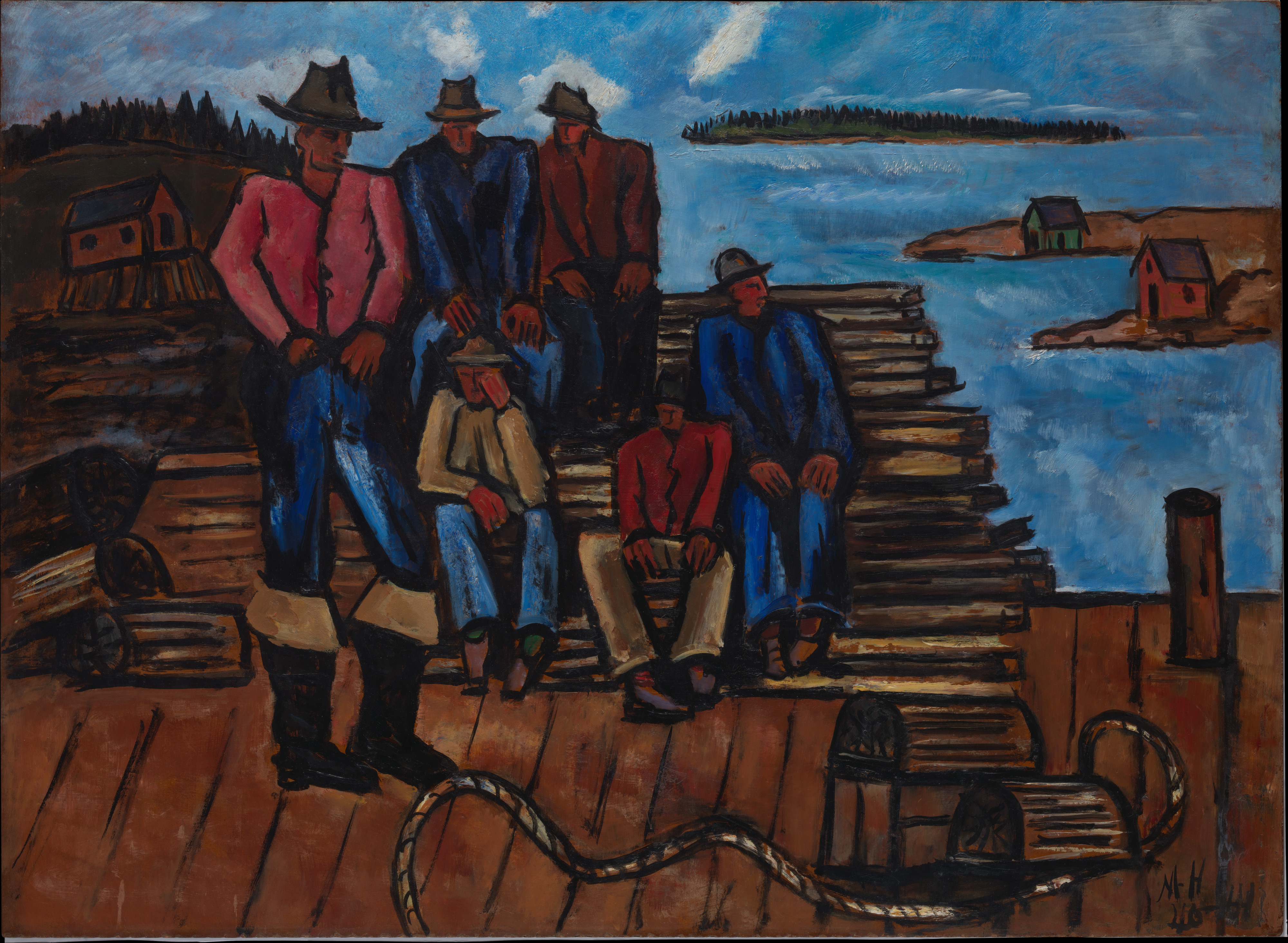
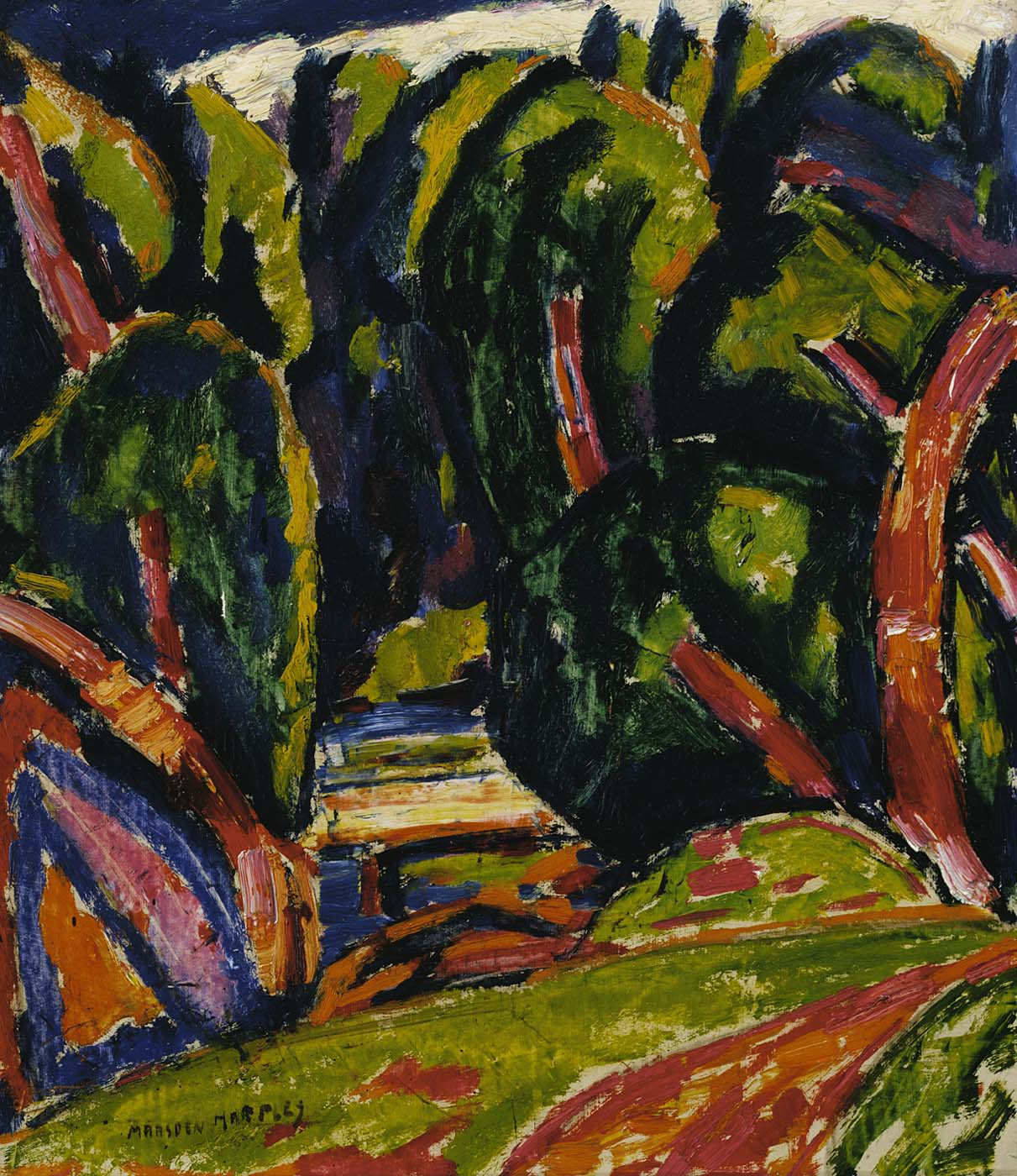
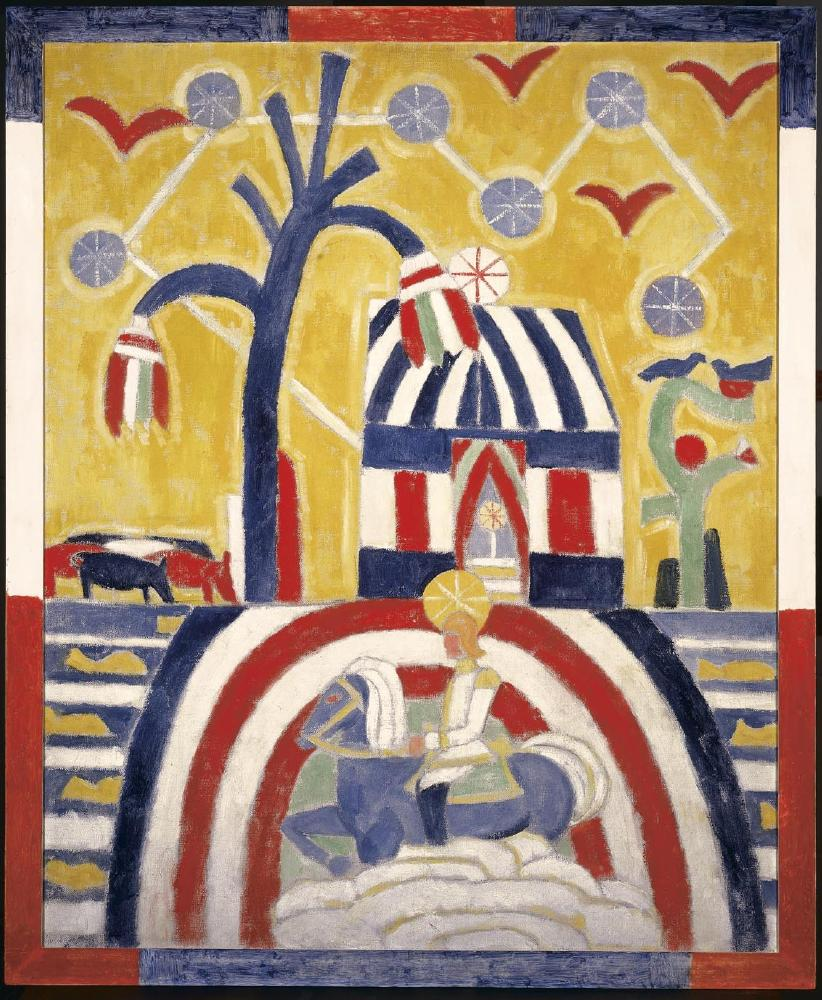